# Lewisberry (Pensilvania)
Lewisberry es un borough ubicado en el condado de York en el estado estadounidense de Pensilvania. En el año 2000 tenía una población de 385 habitantes y una densidad poblacional de 1,116.8personas por km².

## Geografía
Lewisberry se encuentra ubicado en las coordenadas 40°08′07″N 76°51′38″O / 40.13528, -76.86056.

## Demografía
Según la Oficina del Censo en 2000 los ingresos medios por hogar en la localidad eran de $49,844 y los ingresos medios por familia eran $58,125. Los hombres tenían unos ingresos medios de $31,667 frente a los $27,250 para las mujeres. La renta per cápita para la localidad era de $16,147. Alrededor del 3.9% de la población estaba por debajo del umbral de pobreza.